# Angela Merkel
Angela Dorothea Merkel z domu Kasner (wym. ˈaŋɡela doʀoˈte:a ˈmɛʁkl̩ ( odsłuchaj); ur. 17 lipca 1954 w Hamburgu) – niemiecka polityk, z wykształcenia fizyk, deputowana do Bundestagu, federalna minister ds. kobiet i młodzieży (1991–1994), federalna minister środowiska, ochrony zasobów naturalnych i bezpieczeństwa Jądrowego (1994–1998). W latach 2005–2021 kanclerz Niemiec.
Działaczka Unii Chrześcijańsko-Demokratycznej, sekretarz generalna partii (1998–2000) oraz w latach 2000–2018 jej przewodnicząca.
Jest drugą, po Helmucie Kohlu, najdłużej sprawującą urząd kanclerza osobą w historii Republiki Federalnej Niemiec. Według czasopisma „Forbes” była najbardziej wpływową kobietą świata (2011); Człowiek Roku tygodnika „Time” (2015).

## Życiorys

### Rodzina, młodość i wykształcenie

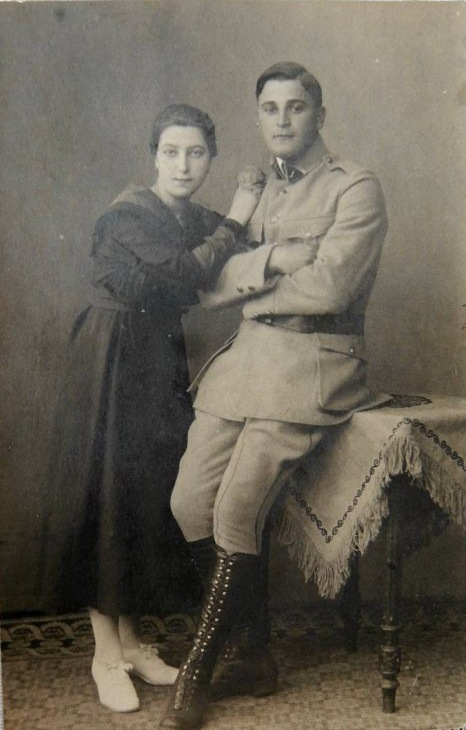
Ludwik Kaźmierczak z narzeczoną ok. 1919–1920

Angela Merkel pochodzi z rodziny o częściowo polskich korzeniach. Dziadek Merkel ze strony ojca, Ludwik Marian Kaźmierczak (1896–1959), pochodził z Poznania i był nieślubnym dzieckiem Anny Kaźmierczak i Ludwika Wojciechowskiego. W 1915 roku został zmobilizowany do armii niemieckiej i walczył przeciw Francji. Następnie w nieznanych okolicznościach znalazł się po drugiej stronie frontu. Służył w armii gen. Józefa Hallera. Po kapitulacji Niemiec znalazł się w Polsce. Po wojnie (przed 1923 r.) wyjechał z narzeczoną do Berlina, a w 1930 roku zdecydował się na zmianę nazwiska rodziny na Kasner. Jego syn, a ojciec Angeli Merkel, Horst Kasner (ur. 6 sierpnia 1926 w Berlinie, zm. 2 września 2011), był pastorem kościoła luterańskiego, a matka, Herlind z d. Jentzsch (ur. 8 lipca 1928 w Gdańsku, zm. 10 kwietnia 2019), nauczycielką łaciny i angielskiego. Dziadkowie Merkel i jej matka do 1936 roku mieszkali w Elblągu, a następnie przeprowadzili się do Hamburga. Na terenie cmentarza przy ulicy Sadowej w Elblągu znajduje się grób pradziadków Merkel (dziadków jej matki) Emmy i Emila Drange.
Angela Merkel dorastała w Niemieckiej Republice Demokratycznej (NRD), mieszkała w Templinie, dokąd rodzina przeprowadziła się z zachodnioniemieckiego Hamburga w kilka miesięcy po jej urodzeniu. Przeprowadzka nastąpiła ze względu na objęcie przez ojca parafii w NRD. Jako pastor pracował on w Templinie do śmierci w 2011 roku. Sama Merkel po ukończeniu szkoły średniej w Templinie udała się do Lipska, gdzie studiowała fizykę (1973–1978). Następnie w latach 1978–1990 pracowała w Centralnym Instytucie Chemii Fizycznej Akademii Nauk NRD (Zentralinstitut für physikalische Chemie der Akademie der Wissenschaften der DDR). W 1986 r. uzyskała doktorat z chemii fizycznej. W tym czasie kilkakrotnie przyjeżdżała do Polski, biorąc udział m.in. w Letnich Szkołach Zaawansowanych Metod Chemii Kwantowej w Bachotku.

### Kariera polityczna

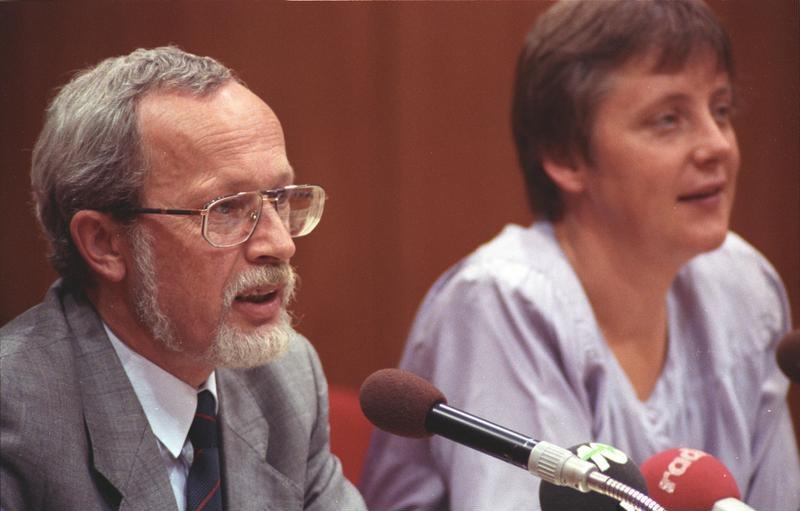
Lothar de Maizière i Angela Merkel, sierpień 1990

W młodości Angela Merkel należała do komunistycznej organizacji Wolna Młodzież Niemiecka (FDJ), gdzie w latach 80. pełniła w miejscu pracy funkcję sekretarza ds. kultury. W 1989 r., po upadku Muru Berlińskiego, zaangażowała się w powstający ruch demokratyczny. Pod koniec 1989 r. Merkel dołączyła do nowej partii „Demokratyczny Przełom” (Demokratischer Aufbruch). Po pierwszych demokratycznych wyborach w NRD pełniła funkcję zastępcy rzecznika rządu Lothara de Maizière’a. Po zjednoczeniu Niemiec w październiku 1990 i wyborach ogólnoniemieckich została deputowaną do Bundestagu z powiatu Vorpommern-Rügen w kraju związkowym Meklemburgia-Pomorze Przednie oraz ministrem do spraw kobiet i młodzieży w rządzie Helmuta Kohla. W 1994 r. została ministrem środowiska, ochrony zasobów naturalnych i bezpieczeństwa jądrowego.

#### Kariera w CDU
Kiedy Helmut Kohl przegrał wybory w 1998 r., Merkel zajmowała stanowisko sekretarza generalnego CDU. W wyniku skandalu finansowego, który wybuchł wewnątrz partii, wielu prominentnych polityków CDU zostało skompromitowanych, przede wszystkim były kanclerz Kohl oraz ówczesny przewodniczący CDU Wolfgang Schäuble. Merkel oficjalnie skrytykowała swojego byłego szefa Helmuta Kohla i zastąpiła Schäublego na stanowisku lidera CDU, zostając jednocześnie w 2000 r. pierwszą kobietą na tym stanowisku. 30 maja 2005 została kandydatką CDU i CSU na stanowisko kanclerza Niemiec. Po zapowiedzi rezygnacji z reelekcji ogłoszonej w październiku 2018, oficjalnie przestała rządzić partią 7 grudnia 2018.

#### Kanclerz Niemiec
We wrześniu 2005 CDU pod jej przewodnictwem wraz z CSU wygrała wybory parlamentarne w Niemczech. Po długich negocjacjach z socjaldemokratyczną SPD 9 października 2005 uzgodniono utworzenie wielkiej koalicji partii CDU/CSU-SPD. Stanowisko kanclerza Niemiec przypadło Angeli Merkel, która została pierwszą w Niemczech kobietą na tym stanowisku. 22 listopada 2005 Bundestag zatwierdził Merkel na stanowisku kanclerza Niemiec.
W 2009 ponownie wygrała wybory parlamentarne. Tym razem lepszy wynik wyborczy pozwolił jej zastąpić wielką koalicję koalicją z FDP.
W 2013 po raz trzeci wygrała wybory parlamentarne. Jednak wskutek porażki w wyborach jej partnera koalicyjnego (FDP) ponownie zawiązała koalicję z SPD (tzw. wielką koalicję).
W 2017 w wyborach parlamentarnych odniosła po raz czwarty zwycięstwo. Wobec deklaracji SPD o zerwaniu koalicji z CDU-CSU spodziewane było zawarcie koalicji rządzącej CDU/CSU-FDP-Zieloni, tzw. koalicji jamajskiej, jednak w listopadzie rozmowy o koalicji zostały zakończone niepowodzeniem. CDU/CSU podjęło wówczas od grudnia negocjacje z SPD. Porozumienie koalicyjne CDU, CSU i SPD zawarto jednak dopiero 12 marca 2018, a 14 marca 2018 Bundestag zatwierdził powołanie Angeli Merkel na urząd kanclerza. Następnie dokonano zaprzysiężenia członków jej czwartego rządu.
W październiku 2018 ogłosiła, że nie będzie ubiegała się o reelekcję w wyborach parlamentarnych, zaplanowanych na 26 września 2021. Ogłaszając decyzję Angela Merkel stała się pierwszym kanclerzem w powojennej historii Niemiec nieubiegającym się o ponowny wybór. 26 października 2021 odebrała z rąk prezydenta Niemiec dymisję swojego rządu. 8 grudnia 2021 w wyniku wyboru Olafa Scholza przez parlament i zaprzysiężenia jego rządu, zakończyła swoje 16-letnie rządy.
Merkel jest porównywana często do byłej premier Wielkiej Brytanii Margaret Thatcher (obie są uznawane za silne kobiety-polityków) i z tego powodu nazywana jest Żelazną Dziewczynką (Kanclerz Kohl zwykł mawiać o Merkel das Mädchen – dziewczynka) lub po prostu Angie (przydomek nadała jej niemiecka prasa). Angela Merkel po zaprzysiężeniu na kanclerza, wstawiła do swego gabinetu portret carycy Katarzyny II pochodzącej z Pomorza (ze Szczecina), rejonu, z którym Angela Merkel jest szczególnie związana. Przy tym jej polityka była i jest często krytykowana.

##### Polityka europejska

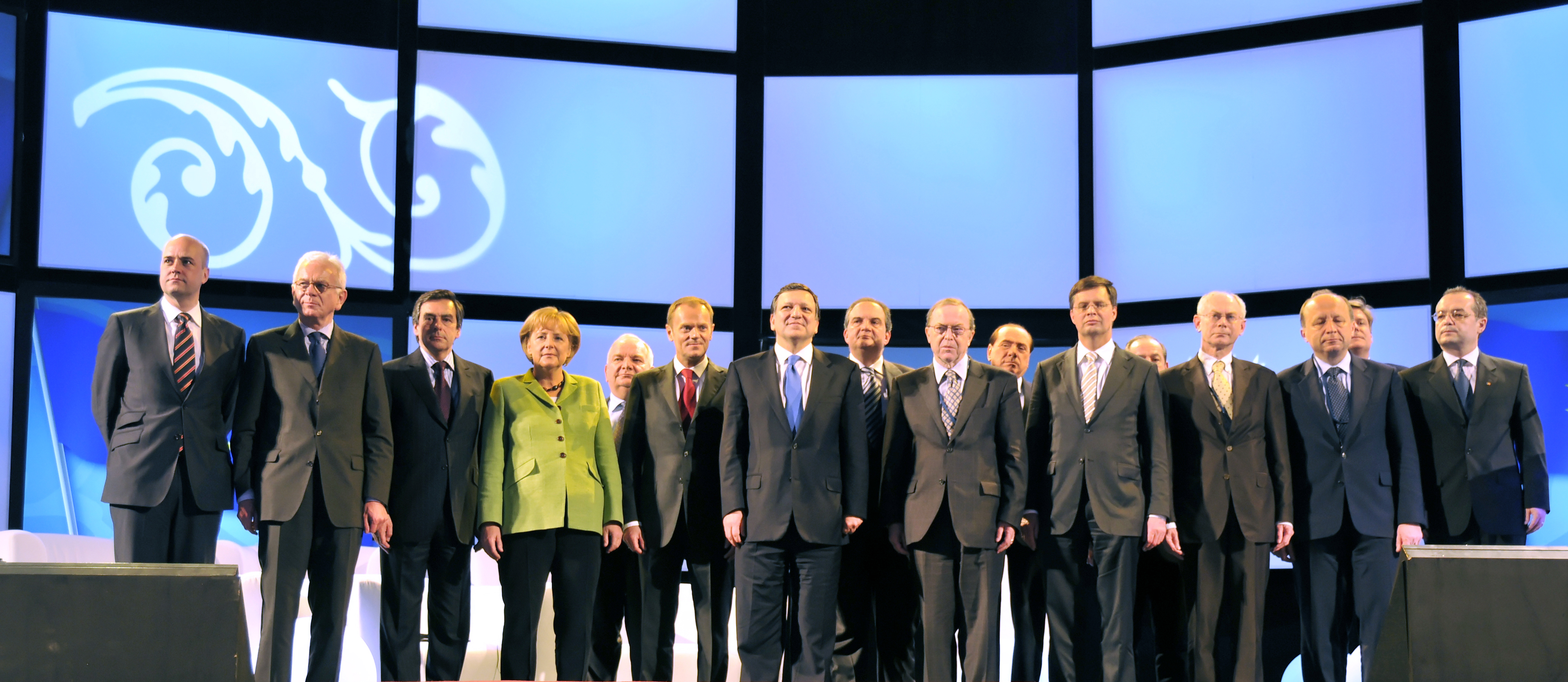
Angela Merkel na kongresie EPP w Warszawie, 2009

W 2007 r. poparła inicjatywę Nicolasa Sarkozy’ego polegającą na powołaniu „rady starszych” Unii Europejskiej Przemawiając podczas obchodów 50. rocznicy powstania Związku Wypędzonych poparła ideę budowy Centrum przeciwko Wypędzeniom.

## Życie prywatne
W 1977 r. poślubiła studenta fizyki Ulricha Merkela. Małżeństwo to zakończyło się rozwodem w 1982. Jej drugi mąż to profesor chemii kwantowej Joachim Sauer, który rzadko angażuje się w życie publiczne. Angela Merkel nie ma dzieci, ale jej mąż Joachim Sauer ma dwóch dorosłych synów.
26 listopada 2024 r. wydawnictwo Kiepenheuer & Witsch opublikowało wspomnienia Angeli Merkel ze współautorstwem Beate Baumann zatytułowane „Freiheit. Erinnerungen 1954 – 2021”.
Mówi biegle po angielsku i rosyjsku. W młodości planowała karierę łyżwiarki figurowej.

|  |  |                              |                              |                              |                              |                                                                           |                                                                           |                                                                           |                                                                           |                                                                           |                                                                           |                                               |                                               |                                                |                                                |                                                |                                                |                                                |                                                |                                              |                                              |                                                  |                                                  |                                                  |                                                  |                                                  |                                                  |                        |                        |               |               |               |               |                              |                              |                              |                              |                                 |                                 |                                 |                                 |                                 |                                 |  |  |  |  |  |  |
|  |  |                              |                              |                              |                              |                                                                           |                                                                           |                                                                           |                                                                           |                                                                           |                                                                           |                                               |                                               |                                                |                                                |                                                |                                                |                                                |                                                |                                              |                                              |                                                  |                                                  |                                                  |                                                  |                                                  |                                                  |                        |                        |               |               |               |               |                              |                              |                              |                              |                                 |                                 |                                 |                                 |                                 |                                 |  |  |  |  |  |  |
|  |  |                              |                              |                              |                              |                                                                           |                                                                           |                                                                           |                                                                           |                                                                           |                                                                           |                                               |                                               |                                                |                                                |                                                |                                                |                                                |                                                |                                              |                                              |                                                  |                                                  |                                                  |                                                  |                                                  |                                                  |                        |                        |               |               |               |               |                              |                              |                              |                              |                                 |                                 |                                 |                                 |                                 |                                 |  |  |  |  |  |  |
|  |  |                              |                              |                              |                              |                                                                           |                                                                           |                                                                           |                                                                           | Apolonia Kaźmierczak z domu Bilewicz (1826–1903)                          |                                                                           |                                               |                                               |                                                |                                                |                                                |                                                |                                                |                                                |                                              |                                              |                                                  |                                                  |                                                  |                                                  |                                                  |                                                  |                        |                        |               |               |               |               |                              |                              |                              |                              |                                 |                                 |                                 |                                 |                                 |                                 |  |  |  |  |  |  |
|  |  |                              |                              |                              |                              |                                                                           |                                                                           |                                                                           |                                                                           |                                                                           |                                                                           |                                               |                                               |                                                |                                                |                                                |                                                |                                                |                                                |                                              |                                              |                                                  |                                                  |                                                  |                                                  |                                                  |                                                  |                        |                        |               |               |               |               |                              |                              |                              |                              |                                 |                                 |                                 |                                 |                                 |                                 |  |  |  |  |  |  |
|  |  | Ludwik Rychlicki (1866–1942) | Ludwik Rychlicki (1866–1942) | Ludwik Rychlicki (1866–1942) | Ludwik Rychlicki (1866–1942) | Ludwik Rychlicki (1866–1942)                                              | Ludwik Rychlicki (1866–1942)                                              |                                                                           |                                                                           | Anna Rychlicka z domu Kaźmierczak (1867–1943)                             | Anna Rychlicka z domu Kaźmierczak (1867–1943)                             | Anna Rychlicka z domu Kaźmierczak (1867–1943) | Anna Rychlicka z domu Kaźmierczak (1867–1943) | Anna Rychlicka z domu Kaźmierczak (1867–1943)  | Anna Rychlicka z domu Kaźmierczak (1867–1943)  |                                                |                                                | Ludwig Wojciechowski                           | Ludwig Wojciechowski                           | Ludwig Wojciechowski                         | Ludwig Wojciechowski                         | Ludwig Wojciechowski                             | Ludwig Wojciechowski                             |                                                  |                                                  |                                                  |                                                  |                        |                        |               |               |               |               |                              |                              |                              |                              |                                 |                                 |                                 |                                 |                                 |                                 |  |  |  |  |  |  |
|  |  | Ludwik Rychlicki (1866–1942) | Ludwik Rychlicki (1866–1942) | Ludwik Rychlicki (1866–1942) | Ludwik Rychlicki (1866–1942) | Ludwik Rychlicki (1866–1942)                                              | Ludwik Rychlicki (1866–1942)                                              |                                                                           |                                                                           | Anna Rychlicka z domu Kaźmierczak (1867–1943)                             | Anna Rychlicka z domu Kaźmierczak (1867–1943)                             | Anna Rychlicka z domu Kaźmierczak (1867–1943) | Anna Rychlicka z domu Kaźmierczak (1867–1943) | Anna Rychlicka z domu Kaźmierczak (1867–1943)  | Anna Rychlicka z domu Kaźmierczak (1867–1943)  |                                                |                                                | Ludwig Wojciechowski                           | Ludwig Wojciechowski                           | Ludwig Wojciechowski                         | Ludwig Wojciechowski                         | Ludwig Wojciechowski                             | Ludwig Wojciechowski                             |                                                  |                                                  |                                                  |                                                  |                        |                        |               |               |               |               |                              |                              |                              |                              |                                 |                                 |                                 |                                 |                                 |                                 |  |  |  |  |  |  |
|  |  |                              |                              |                              |                              |                                                                           |                                                                           |                                                                           |                                                                           |                                                                           |                                                                           |                                               |                                               |                                                |                                                |                                                |                                                |                                                |                                                |                                              |                                              |                                                  |                                                  |                                                  |                                                  |                                                  |                                                  |                        |                        |               |               |               |               |                              |                              |                              |                              |                                 |                                 |                                 |                                 |                                 |                                 |  |  |  |  |  |  |
|  |  |                              |                              |                              |                              | Józef (1902–1970) Helena (1903–1908) Marianna (1904–1913) Jan (1906–1986) | Józef (1902–1970) Helena (1903–1908) Marianna (1904–1913) Jan (1906–1986) | Józef (1902–1970) Helena (1903–1908) Marianna (1904–1913) Jan (1906–1986) | Józef (1902–1970) Helena (1903–1908) Marianna (1904–1913) Jan (1906–1986) | Józef (1902–1970) Helena (1903–1908) Marianna (1904–1913) Jan (1906–1986) | Józef (1902–1970) Helena (1903–1908) Marianna (1904–1913) Jan (1906–1986) |                                               |                                               | Ludwig Kasner (Ludwig Kazmierczak) (1896–1959) | Ludwig Kasner (Ludwig Kazmierczak) (1896–1959) | Ludwig Kasner (Ludwig Kazmierczak) (1896–1959) | Ludwig Kasner (Ludwig Kazmierczak) (1896–1959) | Ludwig Kasner (Ludwig Kazmierczak) (1896–1959) | Ludwig Kasner (Ludwig Kazmierczak) (1896–1959) |                                              |                                              | Margerethe Kasner (Margerethe Drage (ok. 1900-)) | Margerethe Kasner (Margerethe Drage (ok. 1900-)) | Margerethe Kasner (Margerethe Drage (ok. 1900-)) | Margerethe Kasner (Margerethe Drage (ok. 1900-)) | Margerethe Kasner (Margerethe Drage (ok. 1900-)) | Margerethe Kasner (Margerethe Drage (ok. 1900-)) |                        |                        | Willi Jentsch | Willi Jentsch | Willi Jentsch | Willi Jentsch | Willi Jentsch                | Willi Jentsch                |                              |                              | Gertrude Jentzsch z domu Drange | Gertrude Jentzsch z domu Drange | Gertrude Jentzsch z domu Drange | Gertrude Jentzsch z domu Drange | Gertrude Jentzsch z domu Drange | Gertrude Jentzsch z domu Drange |  |  |  |  |  |  |
|  |  |                              |                              |                              |                              | Józef (1902–1970) Helena (1903–1908) Marianna (1904–1913) Jan (1906–1986) | Józef (1902–1970) Helena (1903–1908) Marianna (1904–1913) Jan (1906–1986) | Józef (1902–1970) Helena (1903–1908) Marianna (1904–1913) Jan (1906–1986) | Józef (1902–1970) Helena (1903–1908) Marianna (1904–1913) Jan (1906–1986) | Józef (1902–1970) Helena (1903–1908) Marianna (1904–1913) Jan (1906–1986) | Józef (1902–1970) Helena (1903–1908) Marianna (1904–1913) Jan (1906–1986) |                                               |                                               | Ludwig Kasner (Ludwig Kazmierczak) (1896–1959) | Ludwig Kasner (Ludwig Kazmierczak) (1896–1959) | Ludwig Kasner (Ludwig Kazmierczak) (1896–1959) | Ludwig Kasner (Ludwig Kazmierczak) (1896–1959) | Ludwig Kasner (Ludwig Kazmierczak) (1896–1959) | Ludwig Kasner (Ludwig Kazmierczak) (1896–1959) |                                              |                                              | Margerethe Kasner (Margerethe Drage (ok. 1900-)) | Margerethe Kasner (Margerethe Drage (ok. 1900-)) | Margerethe Kasner (Margerethe Drage (ok. 1900-)) | Margerethe Kasner (Margerethe Drage (ok. 1900-)) | Margerethe Kasner (Margerethe Drage (ok. 1900-)) | Margerethe Kasner (Margerethe Drage (ok. 1900-)) |                        |                        | Willi Jentsch | Willi Jentsch | Willi Jentsch | Willi Jentsch | Willi Jentsch                | Willi Jentsch                |                              |                              | Gertrude Jentzsch z domu Drange | Gertrude Jentzsch z domu Drange | Gertrude Jentzsch z domu Drange | Gertrude Jentzsch z domu Drange | Gertrude Jentzsch z domu Drange | Gertrude Jentzsch z domu Drange |  |  |  |  |  |  |
|  |  |                              |                              |                              |                              |                                                                           |                                                                           |                                                                           |                                                                           |                                                                           |                                                                           |                                               |                                               |                                                |                                                |                                                |                                                |                                                |                                                |                                              |                                              |                                                  |                                                  |                                                  |                                                  |                                                  |                                                  |                        |                        |               |               |               |               |                              |                              |                              |                              |                                 |                                 |                                 |                                 |                                 |                                 |  |  |  |  |  |  |
|  |  |                              |                              |                              |                              | inni potomkowie                                                           | inni potomkowie                                                           | inni potomkowie                                                           | inni potomkowie                                                           | inni potomkowie                                                           | inni potomkowie                                                           |                                               |                                               |                                                |                                                |                                                |                                                | Horst Kasner (Horst Kazmierczak) (1926–2011)   | Horst Kasner (Horst Kazmierczak) (1926–2011)   | Horst Kasner (Horst Kazmierczak) (1926–2011) | Horst Kasner (Horst Kazmierczak) (1926–2011) | Horst Kasner (Horst Kazmierczak) (1926–2011)     | Horst Kasner (Horst Kazmierczak) (1926–2011)     |                                                  |                                                  |                                                  |                                                  |                        |                        |               |               |               |               | Herlind Jentzsch (1928–2019) | Herlind Jentzsch (1928–2019) | Herlind Jentzsch (1928–2019) | Herlind Jentzsch (1928–2019) | Herlind Jentzsch (1928–2019)    | Herlind Jentzsch (1928–2019)    |                                 |                                 |                                 |                                 |  |  |  |  |  |  |
|  |  |                              |                              |                              |                              | inni potomkowie                                                           | inni potomkowie                                                           | inni potomkowie                                                           | inni potomkowie                                                           | inni potomkowie                                                           | inni potomkowie                                                           |                                               |                                               |                                                |                                                |                                                |                                                | Horst Kasner (Horst Kazmierczak) (1926–2011)   | Horst Kasner (Horst Kazmierczak) (1926–2011)   | Horst Kasner (Horst Kazmierczak) (1926–2011) | Horst Kasner (Horst Kazmierczak) (1926–2011) | Horst Kasner (Horst Kazmierczak) (1926–2011)     | Horst Kasner (Horst Kazmierczak) (1926–2011)     |                                                  |                                                  |                                                  |                                                  |                        |                        |               |               |               |               | Herlind Jentzsch (1928–2019) | Herlind Jentzsch (1928–2019) | Herlind Jentzsch (1928–2019) | Herlind Jentzsch (1928–2019) | Herlind Jentzsch (1928–2019)    | Herlind Jentzsch (1928–2019)    |                                 |                                 |                                 |                                 |  |  |  |  |  |  |
|  |  |                              |                              |                              |                              |                                                                           |                                                                           |                                                                           |                                                                           |                                                                           |                                                                           |                                               |                                               |                                                |                                                |                                                |                                                |                                                |                                                |                                              |                                              |                                                  |                                                  |                                                  |                                                  |                                                  |                                                  |                        |                        |               |               |               |               |                              |                              |                              |                              |                                 |                                 |                                 |                                 |                                 |                                 |  |  |  |  |  |  |
|  |  |                              |                              |                              |                              |                                                                           |                                                                           |                                                                           |                                                                           |                                                                           |                                                                           |                                               |                                               |                                                |                                                | Ulrich Merkel                                  | Ulrich Merkel                                  | Ulrich Merkel                                  | Ulrich Merkel                                  | Ulrich Merkel                                | Ulrich Merkel                                |                                                  |                                                  | Angela Merkel ur. 1954                           | Angela Merkel ur. 1954                           | Angela Merkel ur. 1954                           | Angela Merkel ur. 1954                           | Angela Merkel ur. 1954 | Angela Merkel ur. 1954 |               |               | Joachim Sauer | Joachim Sauer | Joachim Sauer                | Joachim Sauer                | Joachim Sauer                | Joachim Sauer                |                                 |                                 |                                 |                                 |                                 |                                 |  |  |  |  |  |  |
|  |  |                              |                              |                              |                              |                                                                           |                                                                           |                                                                           |                                                                           |                                                                           |                                                                           |                                               |                                               |                                                |                                                | Ulrich Merkel                                  | Ulrich Merkel                                  | Ulrich Merkel                                  | Ulrich Merkel                                  | Ulrich Merkel                                | Ulrich Merkel                                |                                                  |                                                  | Angela Merkel ur. 1954                           | Angela Merkel ur. 1954                           | Angela Merkel ur. 1954                           | Angela Merkel ur. 1954                           | Angela Merkel ur. 1954 | Angela Merkel ur. 1954 |               |               | Joachim Sauer | Joachim Sauer | Joachim Sauer                | Joachim Sauer                | Joachim Sauer                | Joachim Sauer                |                                 |                                 |                                 |                                 |                                 |                                 |  |  |  |  |  |  |

## Odznaczenia
- Wielki Krzyż Zasługi Orderu Zasługi Republiki Federalnej Niemiec (1996)[42]
- Kawaler Krzyża Wielkiego Orderu Zasługi Republiki Włoskiej (Włochy, 2006)[43]
- Order Króla Abd al-Aziza (Arabia Saudyjska, 2007)[44]
- Krzyż Wielki Orderu Zasługi Republiki Federalnej Niemiec (2008)[42]
- Krzyż Wielki Orderu Słońca Peru (Peru, 2009)
- Krzyż Wielki Orderu Infanta Henryka (Portugalia, 2009)
- Order Stara Płanina I klasy ze wstęgą (Bułgaria, 2010)[45]
- Prezydencki Medal Wolności (Stany Zjednoczone, 2011)[46]
- Prezydencki Medal Zasługi (Izrael, 2014)[47]
- Wielka Złota Odznaka Honorowa na Wstędze Odznaki Honorowej za Zasługi dla Republiki Austrii (Austria, 2015)[48]
- Krzyż Wielki Orderu Witolda Wielkiego (Litwa, 2017)[49]
- Order Podwójnego Białego Krzyża I klasy (Słowacja, 2017)[50]
- Order Krzyża Ziemi Maryjnej I klasy (Estonia, 2021)[51]
- Order Wolności (Ukraina, 2021)[52]
- Order za Wybitne Zasługi (Słowenia, 2021)[53]
- Wielka Wstęga Orderu Leopolda (Belgia, 2021)[54]
- Krzyż Wielki Legii Honorowej (Francja, 2021)[55]
- Krzyż Wielki Orderu Lwa Niderlandzkiego (Holandia, 2022)[56]
- Wielki Łańcuch Orderu Infanta Henryka (Portugalia, 2022)[57]
- Krzyż Wielki Specjalnego Wykonania Orderu Zasługi Republiki Federalnej Niemiec (2023)[58]
- Bawarski Order Zasługi (2023)[59]

## Nagrody i wyróżnienia
- Doktoraty honoris causa
  - Uniwersytet Hebrajski (2007)[60][61]
  - Uniwersytet w Lipsku (3 czerwca 2008)[62][61]
  - Politechnika Wrocławska (25 września 2008)[63]
  - Uniwersytet w Bernie
  - Uniwersytet Telawiwski
  - Uniwersytet Harvarda (30 maja 2019)[64]
- Nagroda Karola Wielkiego (2008)[65]
- Félix Houphouët-Boigny Peace Prize (2022)[66]